# La Nuova Venezia
 La Nuova di Venezia e Mestre  (La Nouvelle de Venise et Mestre) est un quotidien italien, de Venise qui diffuse à plus de 6 800 exemplaires de moyenne (mar. 2021). Il appartient au Gruppo Editoriale Espresso (qui publie aussi L'espresso).